# Habronyx subinsidiator
Habronyx subinsidiator là một loài tò vò trong họ Ichneumonidae.